# Duca-degli-Abruzzi-Klasse
Die Duca-degli-Abruzzi-Klasse war eine Klasse von zwei Leichten Kreuzern der Königlich Italienischen Marine, die Mitte der 1930er Jahre gebaut wurde und im Zweiten Weltkrieg und danach zum Einsatz kamen.

## Allgemeines
Diese beiden 1937 in Dienst gestellten Schiffe stellten eine erhebliche Verbesserung der ersten vier Condottieri-Klassen dar. Sie zeichneten sich durch ihre hohe Geschwindigkeit aus, wobei besonders ab der Montecuccoli-Klasse die Panzerung im Vergleich zu den ersten beiden Vorgängerklassen wesentlich verbessert wurde. Diesen Trend führte man auch bei der Abruzzi-Klasse weiter, die als fünfte Klasse den Abschluss der „Condottieri-Baureihe“ bildete.

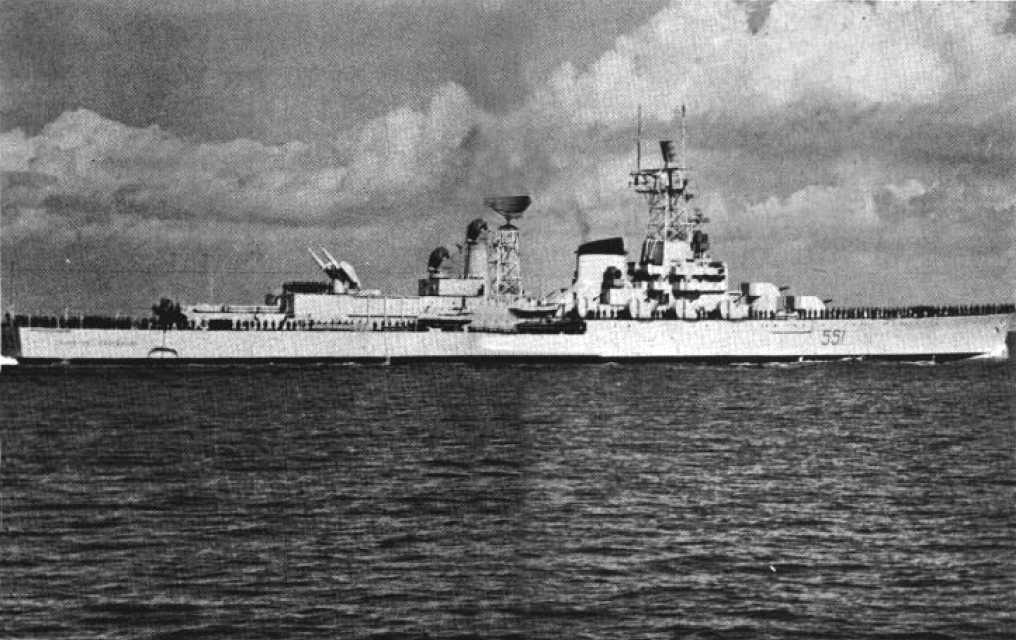
Kreuzer Garibaldi in den 1960er Jahren

## Einheiten
| Name                               | Bauwerft                                 | Kiellegung        | Stapellauf     | Indienststellung  | Verbleib |
| ---------------------------------- | ---------------------------------------- | ----------------- | -------------- | ----------------- | --- |
| Luigi di Savoia Duca degli Abruzzi | Odero-Terni-Orlando, La Spezia           | 28. Dezember 1933 | 21. April 1936 | 1. Dezember 1937  | Sie nahm im Zweiten Weltkrieg an allen bedeutenden Gefechten und Seeschlachten im Mittelmeer teil. Von 1943 bis 1945 operierte das Schiff mit alliierten Flottenverbänden im Atlantik. Es blieb nach Modernisierungsarbeiten bis 1961 in Dienst.                                                                    |
| Giuseppe Garibaldi                 | Cantieri Riuniti dell' Adriatico, Triest | Dezember 1933     | 21. April 1936 | 20. Dezember 1937 | Sie nahm im Zweiten Weltkrieg an allen bedeutenden Gefechten und Seeschlachten im Mittelmeer teil. Von 1943 bis 1945 operierte das Schiff mit alliierten Flottenverbänden im Atlantik. Ende der 1950er-Jahre wurde es zu einem Lenkwaffenkreuzer umgebaut, der bis 1971 Flaggschiff der italienischen Marine blieb. |